# Physocephala obscurifacies
Physocephala obscurifacies är en tvåvingeart som beskrevs av Krober 1924. Physocephala obscurifacies ingår i släktet Physocephala och familjen stekelflugor.
Artens utbredningsområde är Egypten. Inga underarter finns listade i Catalogue of Life.